# Westrem
Westrem belga település a flandriai Kelet-Flandria tartományban, Dendermonde körzetben található, közigazgatásilag Wetteren városának része. Nem azonos a közigazgatásilag Gent városához tartozó Sint-Denijs-Westrem településsel.

## Látnivalók
- Szent Márton-templom